# Habib Khabiri
Habib Khabiri (15 agosto 1952 – 21 giugno 1984) è stato un calciatore iraniano, di ruolo difensore.

## Carriera

### Club
Ha giocato nella prima divisione iraniana.

### Nazionale
Ha partecipato alla Coppa d'Asia 1980.